# محمد الطاهر بن عاشور الأكبر
محمد الطاهر بن عاشور الأكبر  ولد سنة 1815 في تونس العاصمة وتوفي في 1868، هو عالم دين تونسي.

## السيرة الذاتية
ولد محمد الطاهر في عائلة بن عاشور وهي عائلة تنتمي للبرجوازية الكبري في تونس العاصمة. تحصل على علمه في جامعة الزيتونة على أيدي شيوخ كبار مثل إبراهيم الرياحي ومحمد بيرم الثالث ومحمد معاوية والشيخ بن ملوكة وغيرهم. بعد نهاية دراساته، بدأ تدريس البلاغة واشتهر بالدروس التي يقدمها.

كان قريبا من مصطفى خزندار والعديد من الشخصيات البارزة من المماليك، وكان من بين أول العلماء الذين وافقوا على الإصلاحات التي نادى بها أحمد باي، الذي عينه قاضي المالكية بمدينة تونس في 1851. أثناء حكم ابن عمه محمد الصادق باي، عين في منصب مفتي مدينة تونس. تراجع تأثيره، ولكن عين كنقيب الأشراف (الأشراف هم الذين ينحدرون من ذرية الرسول محمد ﷺ) وذلك حتى وفاته. صداقته مع محمد العزيز بوعتور أدت إلى تزويج أبنائهم ببعضهم.

كان محمد الطاهر بن عاشور الأكبر، الأغنى من بين أفراد عائلته، ولديه موارد مالية متأتية من المناصب التي تحملها، وأخرى من الحبوس المملوكة من طرف عائلته. كانت طريقة حياته تتبع الطابع الأوروبي وتتناقض مع طريقة حياة العلماء التقليديين.

شكلت ذريته خطا من الشخصيات البارزة: حفيده الذي يحمل اسمه محمد الطاهر بن عاشور وابن حفيده محمد الفاضل بن عاشور أصبحا من كبار العلماء والفقهاء المعروفين على الساحة الدينية.

ترك العديد من المؤلفات حول البلاغة وأخرى حول العلوم الإسلامية استعمل بعضها من قبل الزيتونة، وترك أيضا عدة قصائد جمعها فيما بعد محمد السنوسي.